# Davtachen
Pour l’article homonyme, voir Davtashen.
Davtachen (en arménien Դավթաշեն) est un des douze districts d'Erevan, la capitale de l'Arménie.

## Situation
D'une superficie de 671 hectares, il est situé au nord-ouest de la ville. Sa population est de 40 600 habitants.

## Administration
Le district est divisé en deux quartiers : Davtachen et Narek (fondé entre 1946 et 1948 par les rapatriés arméniens de Syrie, du Liban, d'Égypte, d'Iran, d'Irak et de Grèce).

## Jumelages
- Antony (France) depuis 2015